# Teya (Yucatán)
Teya es una pequeña localidad en el estado de Yucatán, México, cabecera del municipio homónimo, uno de los 106 que integran la entidad federativa. 

## Localización
La localidad se encuentra aproximadamente a 15 km al noroeste de Izamal, y 25 km al este de Motul, en la región centro del estado y en la denominada zona henequenera de Yucatán.

## Toponimia
El nombre de Teya,  significa en lengua maya árbol de chicozapote.

## Datos históricos
Sobre la fundación de Teya, El lugar del chicozapote, no se conocen datos precisos. Se sabe que la región estaba habitada por diversas comunidades mayas pertenecientes al cacicazgo o jurisdicción de Ah Kin Chel.
Después de la conquista de Yucatán se instauró en la región el régimen de encomiendas. Se identifican entre los primeros encomenderos a Alonso de Castro en 1565; a Anastasio Chacón de Azcorra en 1678 y a María Barbosa e Ignacia Salazar en 1690. 
En 1825 Teya formó parte del partido de la Costa, que tuvo como cabecera a Izamal.

## Galería

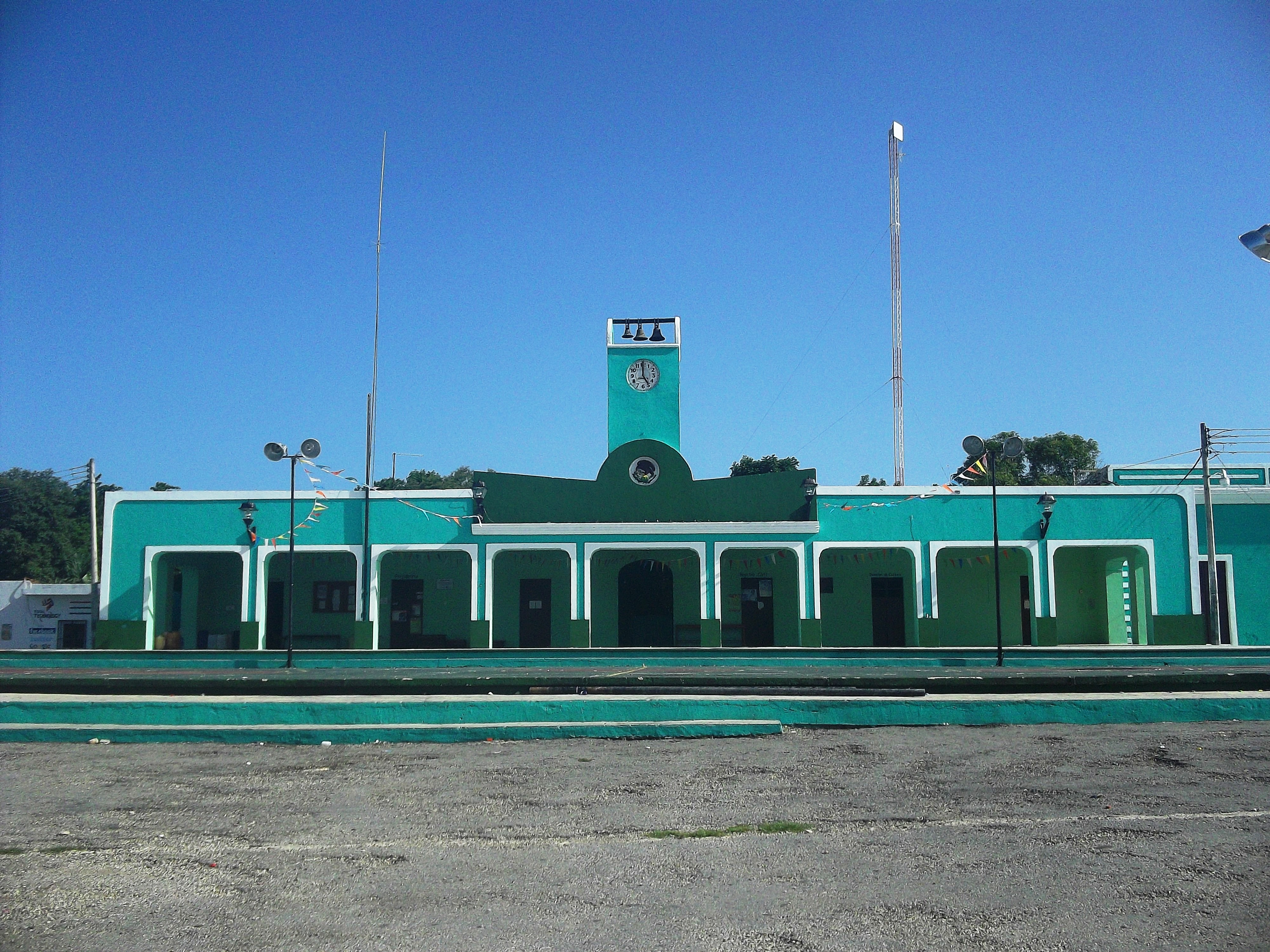
Palacio municipal de Teya.
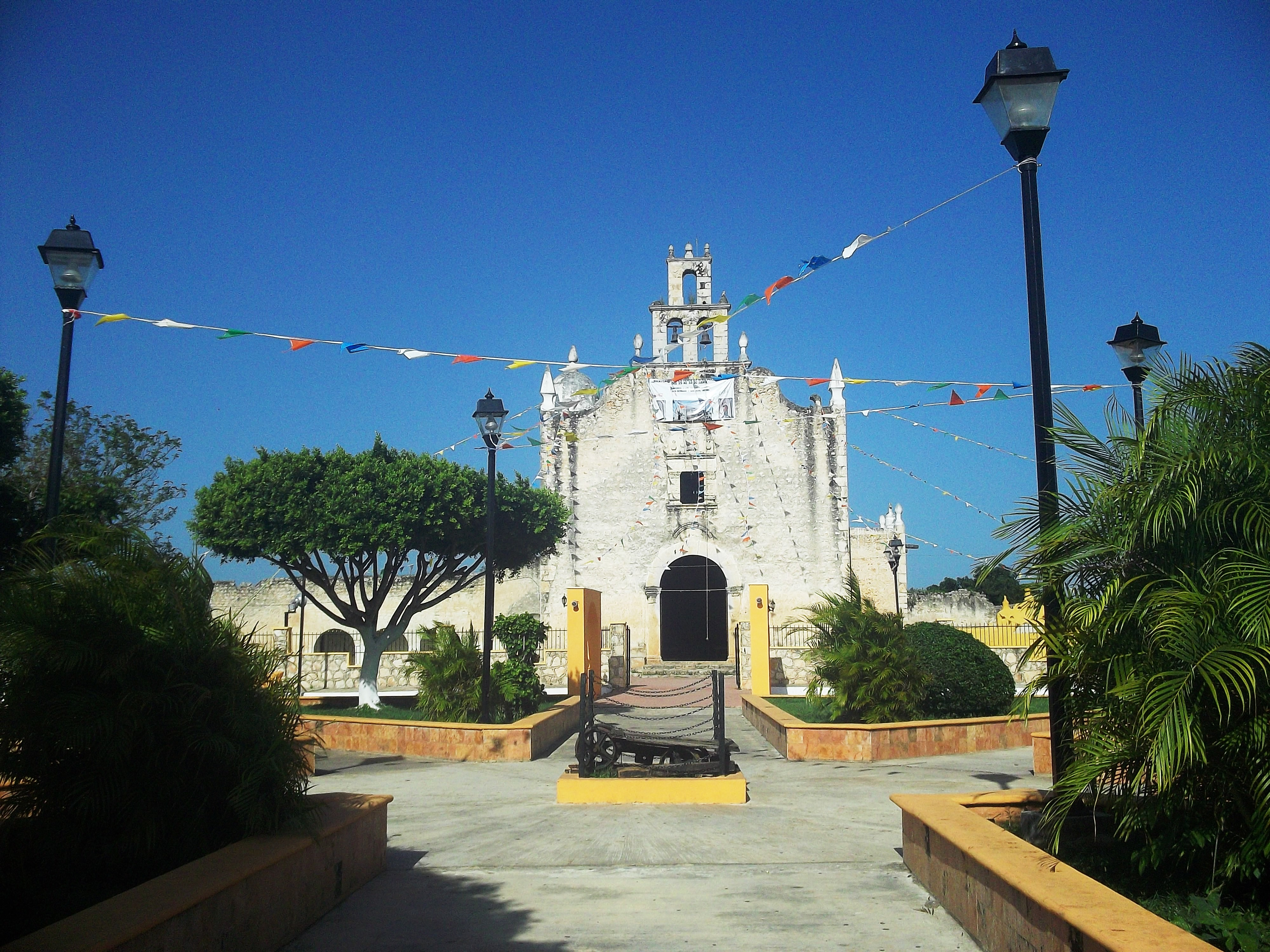
Iglesia principal de Teya.
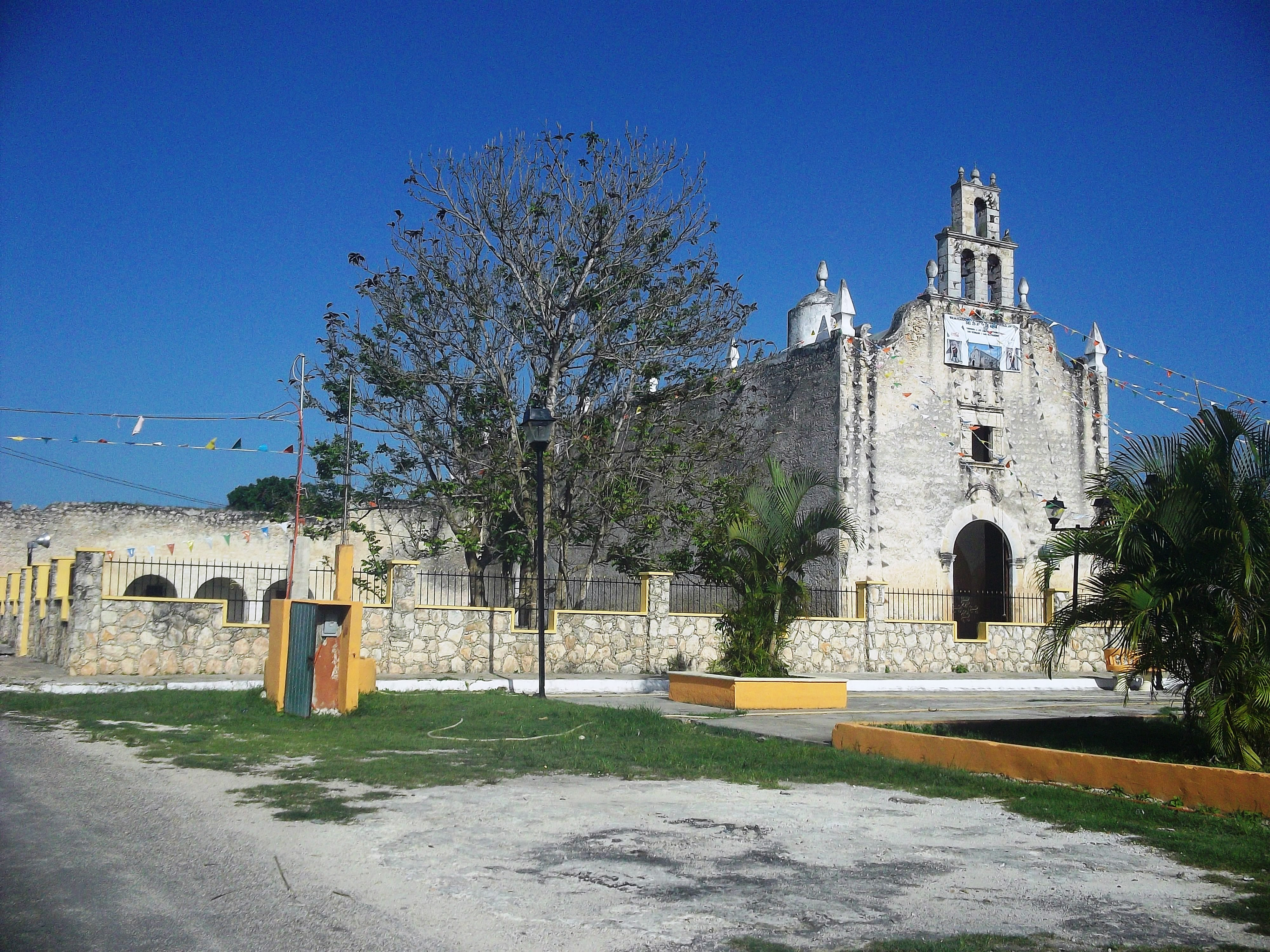
Iglesia principal de Teya.
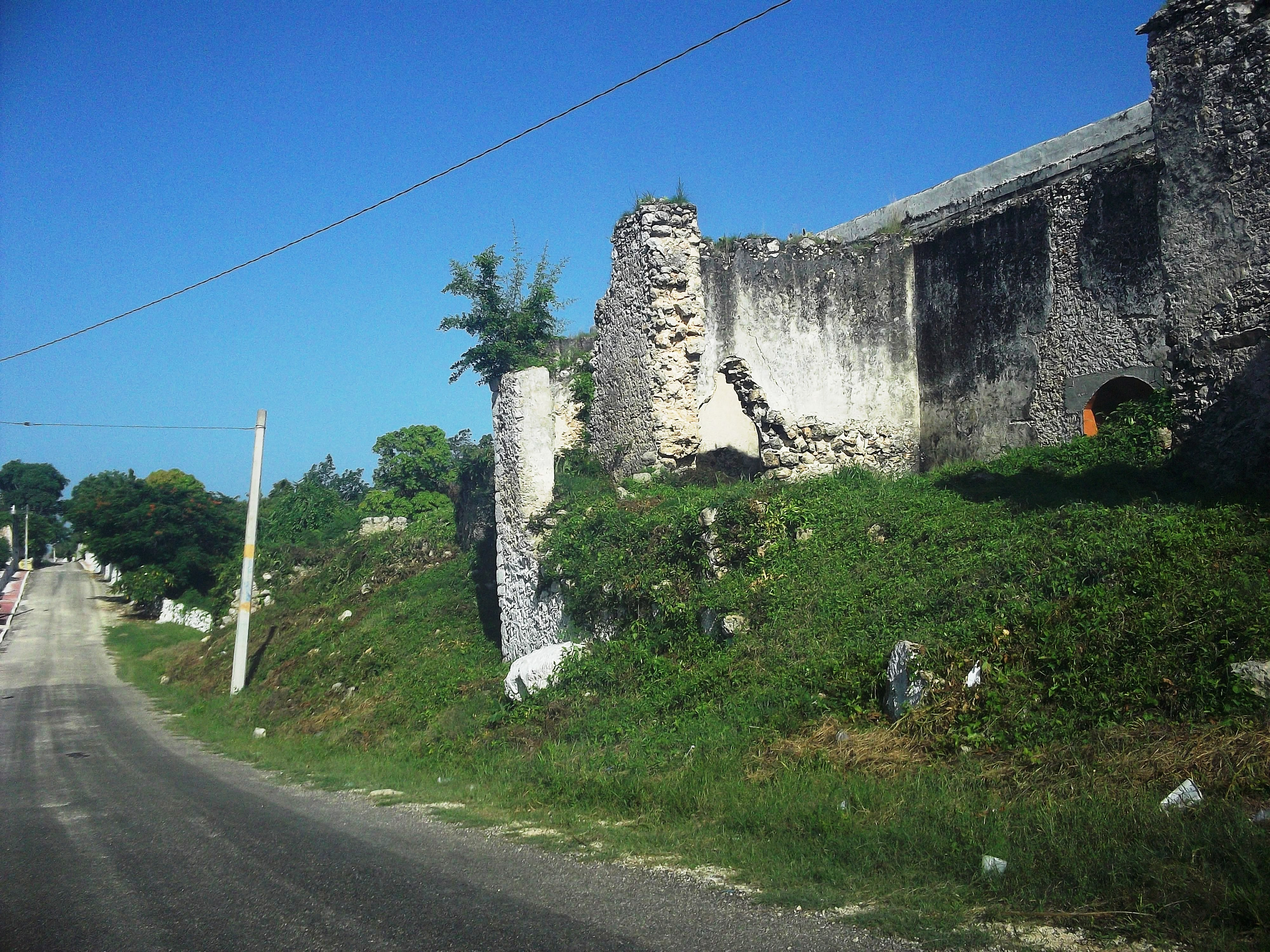
Iglesia principal de Teya.
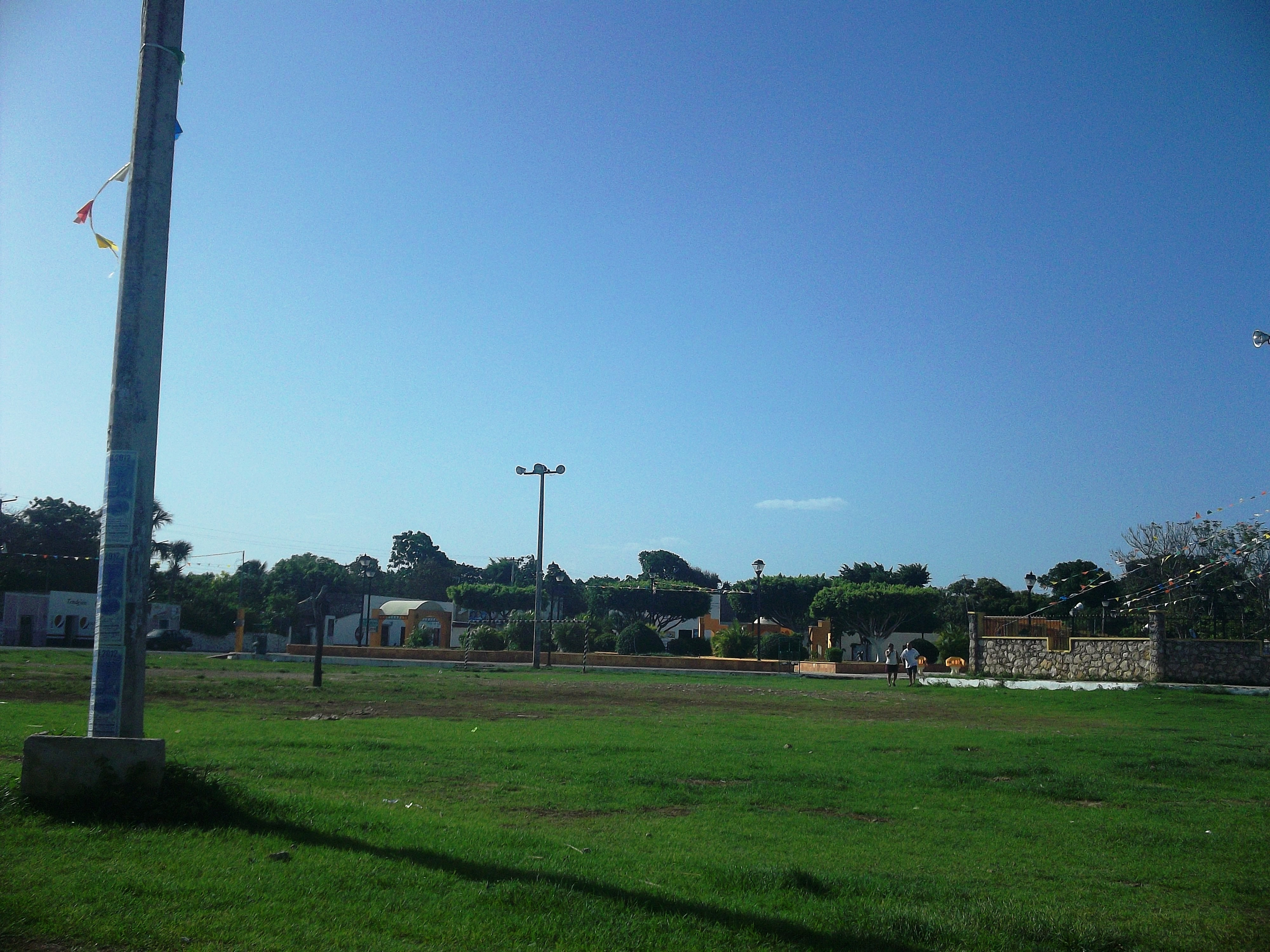
Parque principal de Teya.
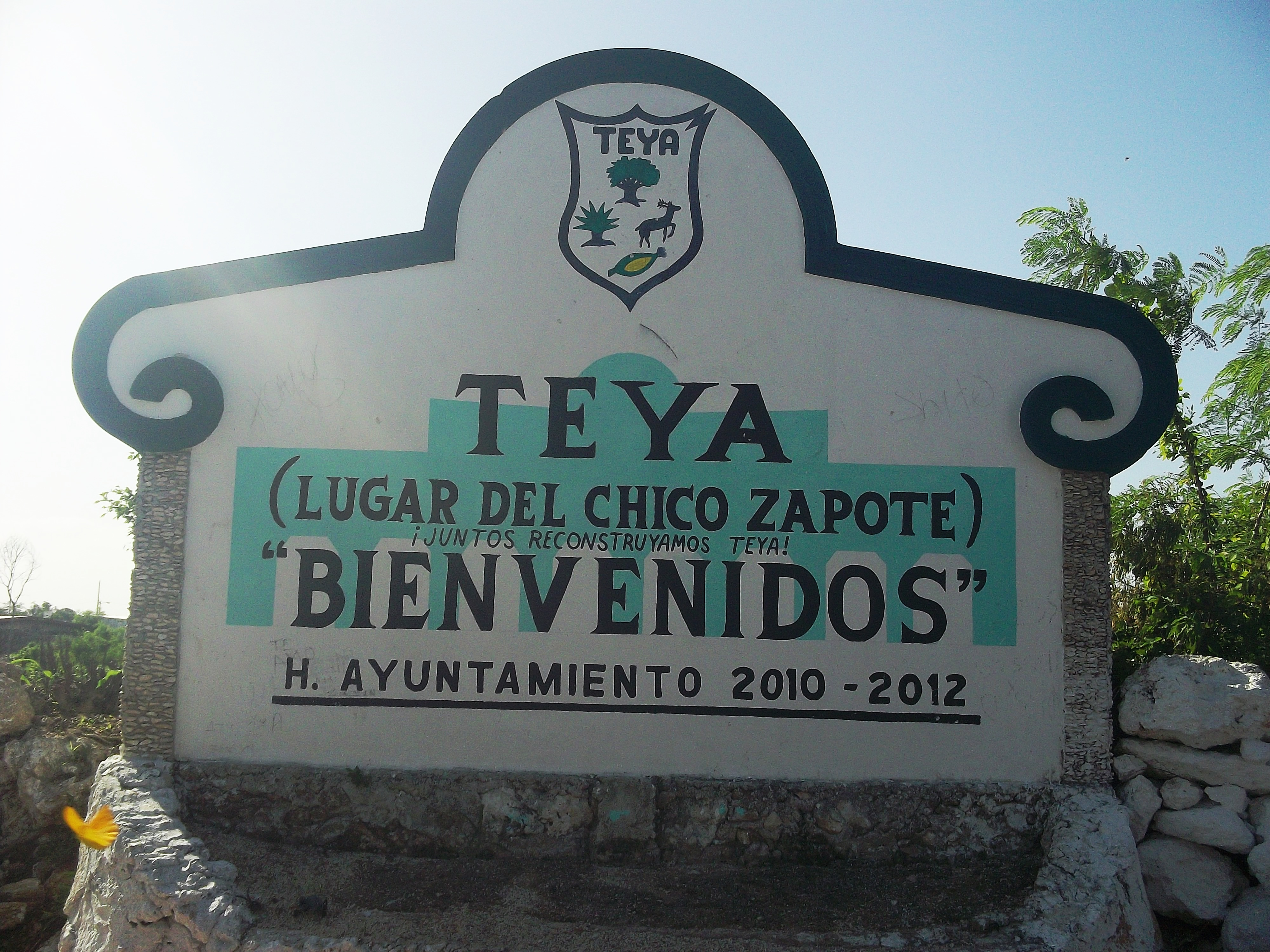
Entrada a Teya.